# Pentopetia androsaemifolia
Pentopetia androsaemifolia är en oleanderväxtart som beskrevs av Joseph Decaisne. Pentopetia androsaemifolia ingår i släktet Pentopetia och familjen oleanderväxter. Inga underarter finns listade i Catalogue of Life.